# Ках (політичний рух)
«Ках» (івр. כך) — радикальна релігійно-націоналістична політична партія в Ізраїлі, яка існувала з 1971 по 1994 рік. Заснована рабином Меїром Кахане в 1971 році на основі його ортодоксально-юдейської націоналістичної ідеології (згодом отримала назву каганізм), партія отримала єдине місце в Кнесеті на виборах 1984 року, після кількох невдалих спроб. Однак їй було заборонено брати участь у наступних виборах у 1988 році згідно з переглянутим Законом про вибори Кнесету, що забороняє партії, які підбурюють до расизму. Після вбивства Кахане в 1990 році партія розпалася, і політичний рух «Кахане Хай» (כהנא חי, "Кахане живе") відірвався від основної фракції «Ках». Також партії було заборонено брати участь у виборах 1992 року, і обидві організації були повністю заборонені в 1994 році.
Сьогодні обидві групи вважаються терористичними організаціями в Ізраїлі, y Канаді, в ЄС, в Японії та y США. Вважається, що угруповання мають основний склад кількістю менше ніж 100 осіб, і можливо мають зв'язки з сучасною політичною партією Оцма єгудіт.